# Steven Erikson
Steven Erikson (n. 7 octombrie 1959) este pseudonimul lui Steve Rune Lundin, un scriitor canadian specializat în arheologie și antropologie.
Cea mai cunoscută operă a sa o reprezintă seria de zece volume intitulată Cronicile malazane, din care se vânduseră până în 2012 peste 1.000.000 de exemplare la nivel mondial. SF Site a numit seria „cea mai importantă operă de fantezie epică de la Cronicile lui Thomas Covenant, Necredinciosul de Stephen R. Donaldson”, iar Fantasy Book Review a descris-o ca „cea mai bună serie fanasy a vremurilor noastre”. Donaldson însuși se referă la Erikson ca la „un scriitor extraordinar”. Într-un interviu acordat celor de la sffworld.com, Erikson a declarat că, inițial, s-a temut ca nu cumva seria să devină „mainstream” și a fost surprins de succesul ei. El a remarcat de asemenea că oamenii „ori urăsc seria, ori o iubesc”.

## Biografie
Steven Erikson s-a născut în Toronto, Canada și a crescut în Winnipeg. După ce a trăit o vreme în Marea Britanie alături de soția și fiul său, a revenit în Winnipeg.
Erikson are pregătire în antropologie și arheologie și a absolvit Iowa Writers' Workshop. Pentru teza de la Iowa Writers' Workshop, Erikson a scris un ciclu de povestiri intitulat A Ruin of Feathers, în care personajul principal era un arheolog din America Centrală. Ulterior, el a primit o subvenție pentru a termina opera, care a fost publicată de către o mică editură canadiană, numită TSAR.
Următoarea sa operă a câștigat concursul Anvil Press International 3-Day Novel, căruia i-a cedat drepturile asupra ei - greșeală pe care a atribuit-o lipsei de exepriență. A treia carte, conținând o nuvelă și mai multe povestiri, a apărut tot la TSAR sub titlul Revolvo and other Canadian Tales.
După ce s-a mutat în Anglia, Erikson a vândut editurii Hodder and Stoughton ceea ce considera a fi „primul roman adevărat” — This River Awakens, scris pe vremea când încă locuia în Winnipeg. Primele patru cărți au apărut sub numele real al lui Erikson și nu se mai tipăresc la ora actuală.
În afara scrisului, Erikson mai este preocupat de pictura în ulei.

## Cronicile malazane

### Concepție
Lumea Malazană a fost imaginată de Steven Erikson și Ian Cameron Esslemont, în primă fază pentru un joc de rol. Grădinile Lunii a început ca scenariu pentru film, dar s-a transformat într-un roman pe care Erikson l-a terminat în 1991–92, dar n-a reușit să-l vândă.
În a doua jumătate a anilor '90, compania Transworld – care face parte din grupul Random House – a cumpărat Grădinile Lunii și i-a cerut lui Erikson să mai scrie și alte cărți în cadrul seriei. Pornind de la istoria lumii Malazane create împreună cu Esslemont, Erikson a creionat intriga pentru încă nouă romane. După publicarea Grădinilor Lunii, recenziile s-au răspândit pe internet, lucru care i-a determinat pe cei de la Orion să încerce să-l fure pe Erikson de la Transworld. Totuși, Transworld a păstrat opțiunea pentru eventualele romane ulterioare din cadrul seriei și a oferit 675.000£ pentru celelalte nouă cărți.

### Stil
Erikson a declarat explicit că-i place să se joace cu convențiile genului fantasy, dându-le peste cap și prezentând personaje care încalcă stereotipiile asociate rolurilor pe care le interpretează. El a început intenționat seria Cronicilor malazane în mijlocul acțiunii, în locul unei narațiuni convenționale. Stilul său include intrigi complexe cu multe personaje. În plus, Erikson a fost lăudat pentru obiceiul de a ucide personajele principale atunci când intriga o cere,

### Primire
Primul roman al lui Erikson din seria Cronicile malazane, Grădinile Lunii (1999), a fost primit bine. A intrat pe lusta scurtă a premiului World Fantasy și i-a adus reputația de unul dintre cei mai buni autori de fantasy, fiind considerat „un debut impresionant”. Romanul a fost apreciat pentru „combinația de narațiune originală și inteligentă, puternică și captivantă”. A doua carte a seriei, Porțile casei morților (2000), a fost votată de către SF Site în topul celor mai bune zece romane fantasy din anul 2000.
În cadrul unei sesiuni de întrebări și răspunsuri desfășurate în 2008 la Seattle, Washington, Erikson a declarat că a semnat un contract pentru încă două trilogii și șase nuvele; Erikson plănuiește să folosească nuvelele pentru a continua povestea lui Bauchelain și Korbal Broach, în timp ce una dintre trilogii ar fi un preludiu al seriei principale, prezentând detalii despre istoria lui Anomander Rake și Mother Dark.
El a mai spus și că va scrie o trilogie despre Toblakai.

### Cronicile Malazane
- Gardens of the Moon (1999)

ro. Grădinile Lunii - editura Tritonic, 2008 și editura Nemira, Colecția Nautilus, 2013, traducător Gabriel Stoian
- Deadhouse Gates (2000)

ro. Porțile casei morților - editura Nemira, Colecția Nautilus, 2014, traducător Gabriel Stoian
- Memories of Ice (2001)

ro. Amintirile gheții - editura Nemira, Colecția Nautilus, 2015, traducător Gabriel Stoian
- House of Chains (2002)
- Midnight Tides (2004)
- The Bonehunters (2006)
- Reaper's Gale (2007)
- Toll the Hounds (2008)
- Dust of Dreams (2009)
- The Crippled God (2011)

Nuvele
- Blood Follows (2002)
- The Healthy Dead (2004)
- The Lees of Laughter's End (2007)
- Crack’d Pot Trail[21] (2009)
- The Wurms of Blearmouth (2012)

Chronologic, acțiunea din The Lees of Laughter's End se petrece înaintea celei din The Healthy Dead.

### Trilogia Kharkanas
- Forge of Darkness (2012)
- Fall of Light (2014) [23]
- Walk in Shadow (în pregătire)

### Alte cărți
- Stolen Voices (1993) - ca Steve Rune Lundin
- This River Awakens (1998) - ca Steve Rune Lundin
- When She's Gone[24] (2004) - ca Steve Rune Lundin
- The Devil Delivered (2005)
- Fishin' With Grandma Matchie (2005)
- Revolvo (2008)
- Willful Child (2014)

### Volume de povestiri
- A Ruin of Feathers (1991) - ca Steve Rune Lundin
- Revolvo & Other Canadian Tales (1998) - ca Steve Rune Lundin
- Bauchelain and Korbal Broach: The Collected Stories, Volume One (2007)
- The Devil Delivered and Other Tales (2012)